# Afryka – za głosem serca
Afryka – za głosem serca (niem. Afrika - Wohin mein Herz mich trägt) – niemiecki miniserial obyczajowy. Akcja toczy się w środowisku niemieckich Afrykanerów w Namibii.

## Treść[1]
Akcja serialu rozpoczyna się z chwilą, kiedy pochodząca z Namibii Niemka Antonia Vogt, postanawia wraz z kilkuletnim synem powrócić do domu z okazji 80. urodzin babci. Wiele lat mieszkała w Niemczech. Po przybyciu do Namibii spotyka byłego narzeczonego, Hansa. Mężczyzna prowadzi farmę nieopodal posiadłości rodziny Vogtów i opiekuje się niepełnosprawną żoną. Wkrótce między Hansem i Antonią odżywają dawne uczucia.

## Główne role[2]
- Sophie Schütt - Antonia Vogt
- Carolina Vera - Bianca Vogt
- Tim Bergmann - Wildhüter Rolf
- Mareike Carrière - Doris Vogt
- Obed Emvula - Rescue Officer
- Catherine H. Flemming - Anne Kappes
- Jonathan Kinsler - Lono
- Jens Knospe - Marc Decome
- Franz Anton Kroß - Jan Vogt
- Günter Mack - Friedrich Kappes
- Eva Maria Meineke - Maria Vogt
- Michael Mendl - Christian / Martin Vogt
- Daniel Morgenroth - Hans Kappes